# Arragsia carca
Arragsia carca är en insektsart som beskrevs av Young 1986. Arragsia carca ingår i släktet Arragsia och familjen dvärgstritar. Inga underarter finns listade i Catalogue of Life.